# كرا دي فو
البارون كرّا دي فو (بالفرنسية: Bernard Carra de Vaux Saint-Cyr)‏ Baron Bernard Carra de Vaux (1867 – 1953 م) هو مستشرق فرنسي.

## آثاره
من آثاره:
- «ابن سينا» Avicenne، سنة 1900 م. نقلها إلى العربية عادل زعيتر.
- «الغزالي» Gazali، سنة 1902 م. نقلها إلى العربية عادل زعيتر، وعلق البدوي على الترجمة قائلا انها «في غاية السقم وسوء الفهم».[1]
- «عقيدة الإسلام» La doctrine de l'Islam، سنة 1909 م.
- «مفكروا الإسلام» Les penseurs de l'Islam، في خمسة أجزاء، سنة 1921 - 1926 م. نقلها إلى العربية عادل زعيتر.

و له مقالات في مجلة «حوليات الفلسفة المسيحية»، و «المجلة الآسيوية».